# Coll de Cabre
El coll de Cabre és un port de muntanya del Massís de Diois, una serralada secundària dels Alps, que s'eleva fins als 1.180 metres i que es troba entre els departaments de la Droma i els Alts Alps, entre les viles de Beaurières i Saint-Pierre-d'Argençon.
El coll uneix per carretera l'alta vall del Droma amb la vall del Buëch. La seva altitud moderada fa que estigui obert la major part de l'any.

## Aparicions al Tour de França
El coll de Cabre ha estat superat en trees edicions pel Tour de França, sent la primera el 1996 i la darrera el 2015.
| Any  | Etapa | Categoria | Inici etapa    | Final etapa       | Primer al cim              |
| ---- | ----- | --------- | -------------- | ----------------- | -------------------------- |
| 2015 | 16    | 2         | Bourg-de-Péage | Gap               | Serge Pauwels (BEL)        |
| 2010 | 11    | 3         | Sisteron       | Bourg-lès-Valence | José Alberto Benítez (ESP) |
| 1996 | 11    | 2         | Gap            | Valença           | Richard Virenque (FRA)     |